# Microsteira curtisii
Microsteira curtisii är en tvåhjärtbladig växtart som beskrevs av John Gilbert Baker. Microsteira curtisii ingår i släktet Microsteira och familjen Malpighiaceae. Inga underarter finns listade i Catalogue of Life.